# Narthecium californicum
Narthecium californicum är en enhjärtbladig växtart som beskrevs av John Gilbert Baker. Narthecium californicum ingår i släktet myrliljor, och familjen myrliljeväxter. Inga underarter finns listade i Catalogue of Life.